# Basileus
Basileus (tiếng Hy Lạp: βασιλεύς) là một thuật ngữ và tước hiệu Hy Lạp thể hiện nhiều quân vương khác nhau trong lịch sử. Trong thế giới nói tiếng Anh, nó có lẽ được hiểu rộng rãi nhất có nghĩa là "quốc vương", đề cập đến một "vị vua" hoặc "hoàng đế" và cả các giám mục của Nhà thờ Chính thống giáo Đông phương và Nhà thờ Công giáo Đông phương. Danh hiệu này được sử dụng bởi các vị vua và những người có thẩm quyền khác ở Hy Lạp cổ đại, các hoàng đế Byzantine và các vị vua của Hy Lạp hiện đại.
Nguyên văn từ "basileus" là không rõ ràng. Nếu từ được bắt nguồn từ Hy Lạp cổ thì theo cách này hay cách khác nó được suy ra từ "basis" của tiếng Hy Lạp cổ đại (cơ sở, nền móng). Từ trước đây nó đã lờ mờ hơn, hầu như các nhà ngôn ngữ học giả định rằng nó không phải là từ của Hy Lạp cổ đại mà chấp nhận bởi nó là một từ tồn tại từ trước của ngôn ngữ Thời kỳ Đồ đồng Hy Lạp cổ miền đông Địa Trung Hải.